# فرع محافظة أوغاساوارا (طوكيو)

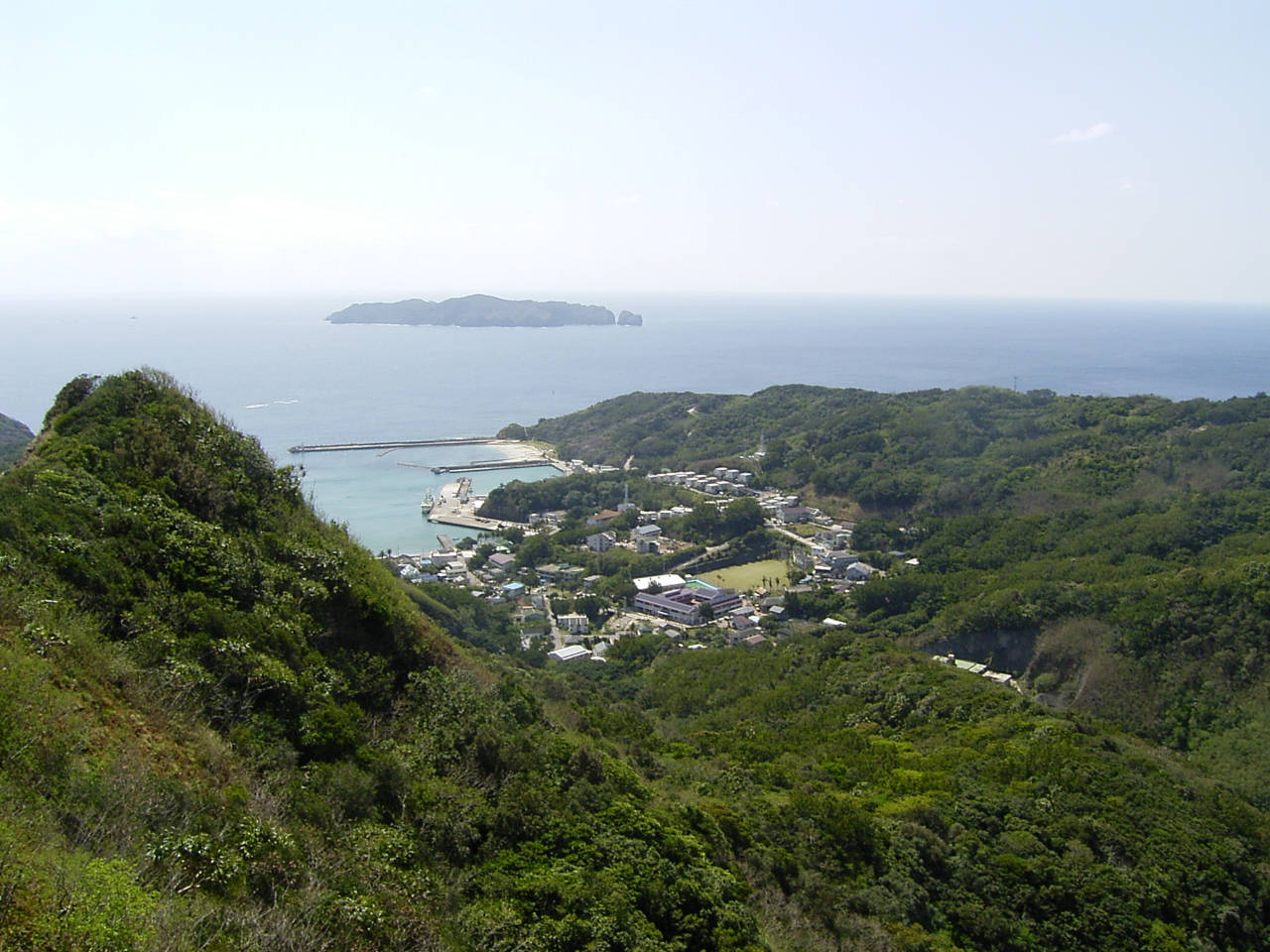

فرع محافظة أوغاساوارا (باليابانية: 小笠原支庁 أوغاساوارا شي تشو) هو فرع محافظة طوكيو، اليابان. يغطي هذا الفرع مجموعة جزر بونين. المكتب الرئيسي لهذا الفرع يقع في تشي تشي جيما.

## وصلات خارجية
- الموقع الرسمي لفرع محافظة أوغاساوارا